# Fragaria iinumae

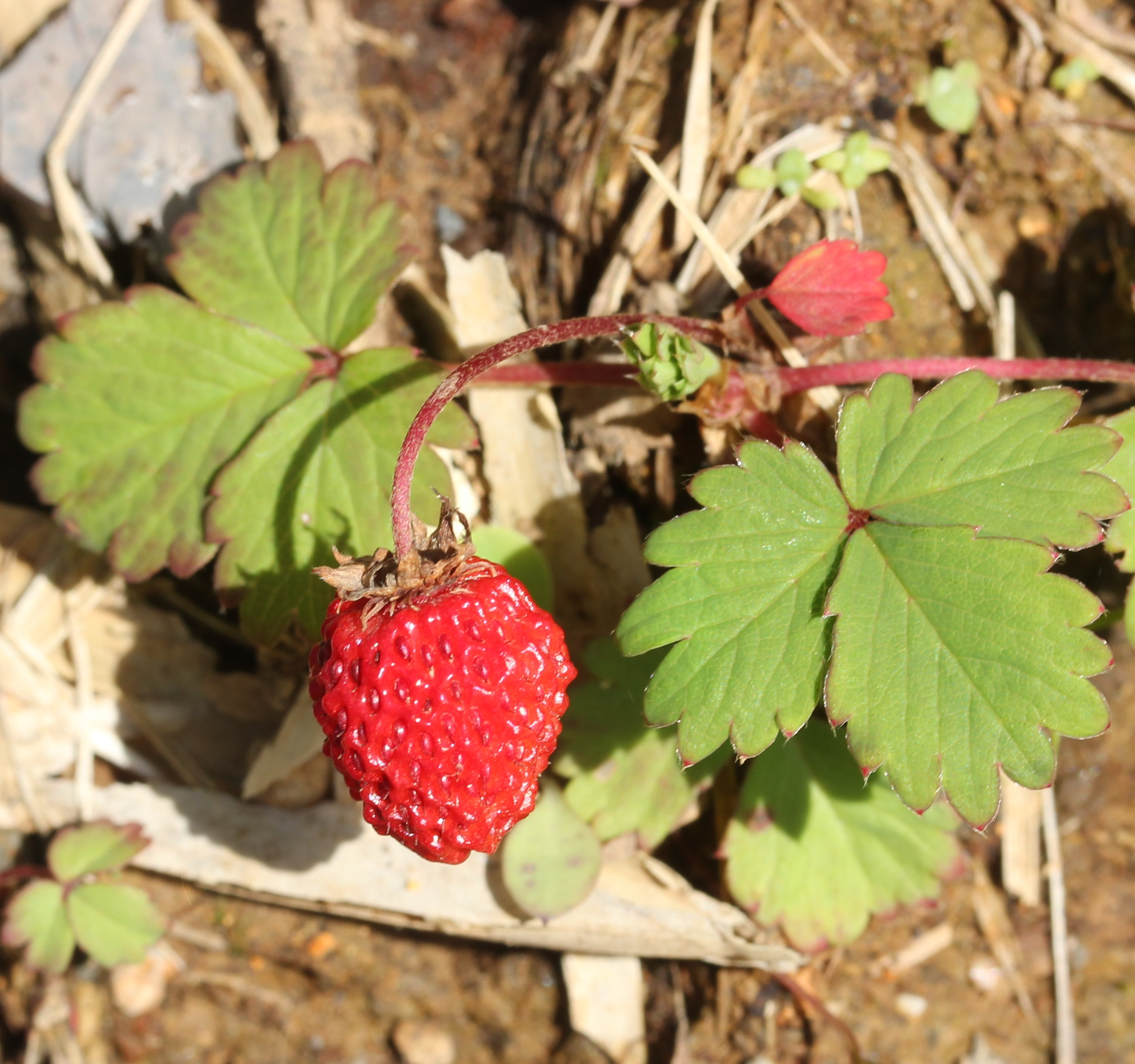
Fruto de Fragaria iinumae.

Fragaria iinumae es una especie  de frutilla nativa de Japón y este de Rusia.  Su fruto tiene débil sabor, y no comercial. 

Al contrario de la mayoría de las frutillas con una base haploide de 7 cromosomas, Fragaria iinumae es diploide, con 2 pares de esos cromosomas con un total de 14 cromosomas.

## Taxonomía
Fragaria iinumae fue descrita por Tomitarô Makino y publicado en Bot. Mag. (Tokyo) xxi. 156 (1907).
Etimología
Fragaria: nombre genérico que proviene del latín fraga, "fresa", que se deriva de fragum, "fragante", donde se refiere a la fragancia de la fruta.
Sinonimia
- Potentilla daisenensis Honda
- Potentilla iinumae (Makino) Mabb.	[6]